# 桧山泰浩
桧山 泰浩（ひやま やすひろ、1967年4月11日 - ）は、元プロ野球選手（投手）。右投右打。司法書士と早稲田セミナー専任講師を兼任していた。

## 来歴・人物
東筑高時代は投手で4番を打ち、3年次に春のセンバツに出場。東筑高の同期に広島・高信二がいた。進学を希望していたが1985年のドラフト会議で、清原和博の抽選に外れた近鉄バファローズから外れ1位指名を受け入団。
1987年に同期入団の池上誠一と共にアメリカ・ルーキーリーグのソルトレイクシティ・トラッパーズに野球留学した。先発入りを期待されていた1991年に一軍未出場のまま退団。「私には、ほかの選手のようなガムシャラさがありませんでした。野球に対する情熱が足りなかったのかもしれない。なんとしてでもライバルを蹴落として、一軍にはい上がってやろうという気持ちがなかった」と回顧している。プロ4年目が終わる頃には「もう体も鍛えようがない。技術が上がるとも思えない」状態で、5年目、6年目には、練習後に飲み歩き、遊び呆ける日々が続き、本人曰く「あとは死を待つだけ」の状態だったという。
1991年12月、張本勲から桧山が在日韓国人であることから韓国プロ野球入りを打診され、翌1992年にはサンバンウル・レイダースでプレーした。登録名は「黄泰浩」（ファン・テホ、황태호）。しかしオープン戦で肘を故障、6月に帰国して検査を受けると靭帯を損傷していることが判明、プレーのためには手術してリハビリ必要があったがそこまでして野球を続ける気力はなく、1年で退団した。
先述の放蕩生活のため、年俸は遊興費で消えており、生活のために、引退後すぐ声を掛けてくれた、大阪の知り合いの衣料品関係の会社に2年間勤める。その後、資格士業の取得を検討したが、「食える資格」のうち、弁護士、税理士、公認会計士はいずれも大卒資格が必要なため断念、大卒資格のいらない司法書士の資格取得を目指した（2020年現在は、公認会計士は大卒資格なしに受験出来、司法試験も予備試験経由とはなるが学歴不問である）。2度目の挑戦で司法書士・行政書士の資格を取得し、1997年福岡市大濠で司法書士事務所を開業し現在に至る。また、「簡裁訴訟代理関係業務」の認定も受けている（認定番号329206）。その他に、早稲田セミナー福岡校司法書士科の講師や、日本少年野球連盟八幡南ボーイズのピッチングコーチを務めている。

## 詳細情報

### NPB投手記録
- 一軍公式戦出場なし

### 年度別投手成績
| 年 度     | 球 団        | 登 板 | 先 発 | 完 投 | 完 封 | 無 四 球 | 勝 利 | 敗 戦 | セ 丨 ブ | ホ 丨 ル ド | 勝 率 | 打 者 | 投 球 回 | 被 安 打 | 被 本 塁 打 | 与 四 球 | 敬 遠 | 与 死 球 | 奪 三 振 | 暴 投 | ボ 丨 ク | 失 点 | 自 責 点 | 防 御 率 | W H I P |
| --------- | ------------ | ----- | ----- | ----- | ----- | -------- | ----- | ----- | -------- | ----------- | ----- | ----- | -------- | -------- | ----------- | -------- | ----- | -------- | -------- | ----- | -------- | ----- | -------- | -------- | ------- |
| 1992      | サンバンウル | 1     | 0     | 0     | 0     | --       | 0     | 0     | 0        | --          | ----  | 4     | 0.1      | 3        | 0           | 0        | 0     | 0        | 0        |       |          | 3     | 3        | 81.00    | 9.00    |
| 通算：1年 | 通算：1年    | 1     | 0     | 0     | 0     | --       | 0     | 0     | 0        | --          | ----  | 4     | 0.1      | 3        | 0           | 0        | 0     | 0        | 0        |       |          | 3     | 3        | 81.00    | 9.00    |

### 背番号
- 24（1986年 - 1991年）
- 28（1992年）

### 登録名
- 桧山 泰浩（ひやま やすひろ、1986年 - 1991年）
- 黄 泰浩（ファン・テホ、1992年）